# Monster Maulers
Monster Maulers, conocido en Japón como Kyukyoku Sentai Dadandarn (究極戦隊ダダンダーン lit. "Brigada definitiva Dadandarn"?), es un videojuego de 1993 para arcade lanzado por Konami. Presenta una jugabilidad híbrida entre los juegos de lucha uno contra uno y los beat 'em ups.

## Otras apariciones
Los personajes de Monster Maulers hacen como cameo en el juego interactivo TwinBee PARADISE in Donburishima.